# حامد نموشی
حامد ناموچی (عربی: حامد النموشي؛ زادهٔ ۱۴ فوریهٔ ۱۹۸۴) یک بازیکن فوتبال اهل فرانسه است.
وی همچنین در تیم ملی فوتبال تونس بازی کرده‌است.